# Les Associés (film, 1991)
Ne doit pas être confondu avec Les Associés.
Pour plus de détails, voir Fiche technique et Distribution.
Les Associés (縱橫四海, Zònghéng sìhǎi) est un film hongkongais réalisé par John Woo et sorti en 1991.

## Synopsis
Joe, Jim et Cherie sont trois orphelins qui ont été recueillis par le chef de triade Chow, mais ils ont aussi attiré l'attention du policier Chu. Parvenus à l'âge adulte, ils forment un trio de cambrioleurs de haut vol aux ordres de Chow. Après une opération qui se déroule mal en France et qui laisse Joe handicapé, ils deviennent la cible de Chow.

## Fiche technique
Sauf indication contraire, les informations mentionnées dans cette section peuvent être confirmées par la base de données cinématographiques IMDb,  présente dans la section « Liens externes ».
- Titre français : Les Associés
- Titre original : 縱橫四海, Zònghéng sìhǎi
- Titre anglophone : Once a Thief
- Réalisation : John Woo
- Scénario : Janet Chun et Clifton Ko
- Musique : Lam Manyee
- Montage : David Wu
- Décors : Fanny Leung
- Costumes : Shirley Chan
- Photographie : Hang-Sang Poon et William Yim
- Production : Terence Chang et Linda Kuk
- Sociétés de production : Golden Princess Film Production, John Woo Film Production et Milestone Films
- Distribution : Golden Princess Film Production (Hong Kong)
- Pays d'origine :  Hong Kong
- Format : Couleurs - 1,85:1 - Mono - 35 mm
- Langues originales : cantonais, anglais et français
- Genre : comédie, action, gun fu
- Durée : 103 minutes
- Dates de sortie : 
  - Hong Kong : 2 février 1991
  - France : 22 juillet 1999

## Distribution
- Chow Yun-fat (VF : Bruno Dubernat) : Joe
- Leslie Cheung : Jim
- Cherie Chung (VF : Déborah Perret) : Cherie / « Haricot Rouge »
- Chu Kong : Chu
- Kenneth Tsang : Chow
- Fung Woo : M. Cheung
- Leila Tong : « Haricot Rouge » jeune
- Declan Wong : Le magicien

## Production
Après les échecs commerciaux de ses précédents films à Hong Kong, The Killer (1989) et Une balle dans la tête (1990), John Woo veut mettre en scène un film plus léger.
Le tournage a lieu à Hong Kong, Vancouver ainsi qu'en France (Paris, Cannes et Nice).

## Adaptation télévisée
John Woo réalisera ensuite l'adaptation en téléfilm du film, Les Repentis (1996). Il servira de pilote à la série télévisée Les Repentis diffusée l'année suivante.